# Parcul Național Phong Nha-Ke Bang
Parcul Național Phong Nha-Ke Bang (în vietnameză: Vườn quốc gia Phong Nha-Kẻ Bàng Park) este un parc național aflat în centrul provinciei Quảng Bình, Vietnam, la aproximativ 500 km sud de Hanoi. Are o suprafață de peste 857,54 km 2.
Parcul conține numeroase peșteri și grote cu o lungime de peste 70 km.
În anul 2003, Phong Nha-Ke Bang, care cuprinde un masiv stâncos impunător din granit, cu pâraie cu ape limpezi și cascade, a fost inclus în Patrimoniul mondial UNESCO. Parcul are altitudinea de  400 - 4000 m deasupra n.m., cu cinci sisteme ecologice. Aici există pâlcuri de arbori sequoia și o floră și faună bogată.
Parcul are 300 de peșteri și grote cu o lungime totală de 126 km. PhongNha-Ke Bang adăpostește, de asemenea, un număr foarte mare de plante și animale.
În aprilie 2009, exploratori britanici au descoperit o nouă peșteră aici, numită SonDong. Aceasta este considerată cea mai mare peșteră din lume.

## Galerie

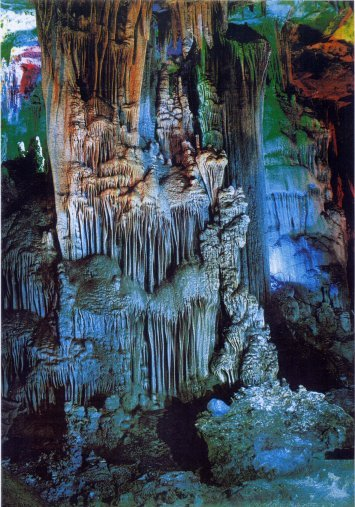
Pestera Tien Son
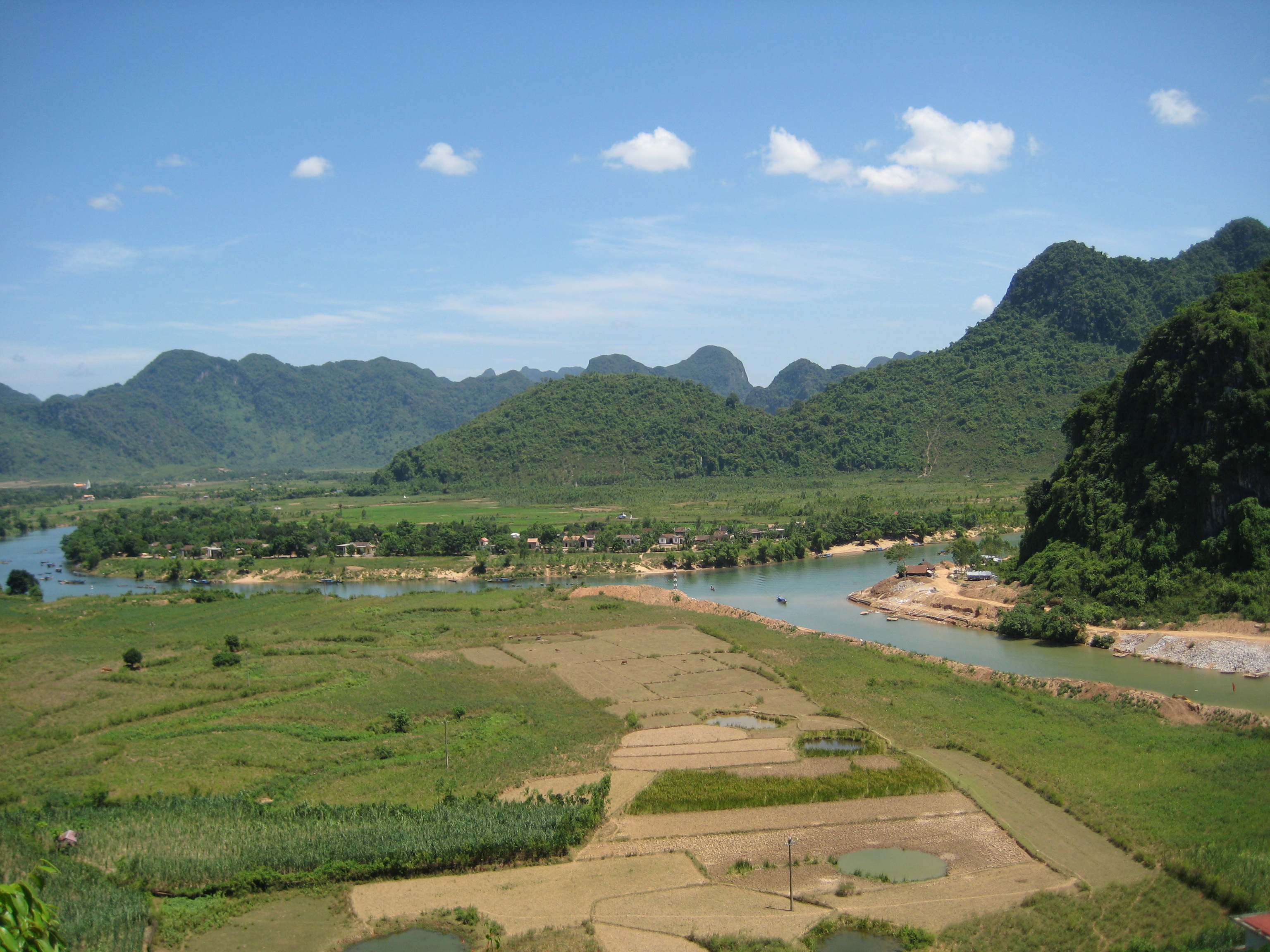
regiunii parcului}}
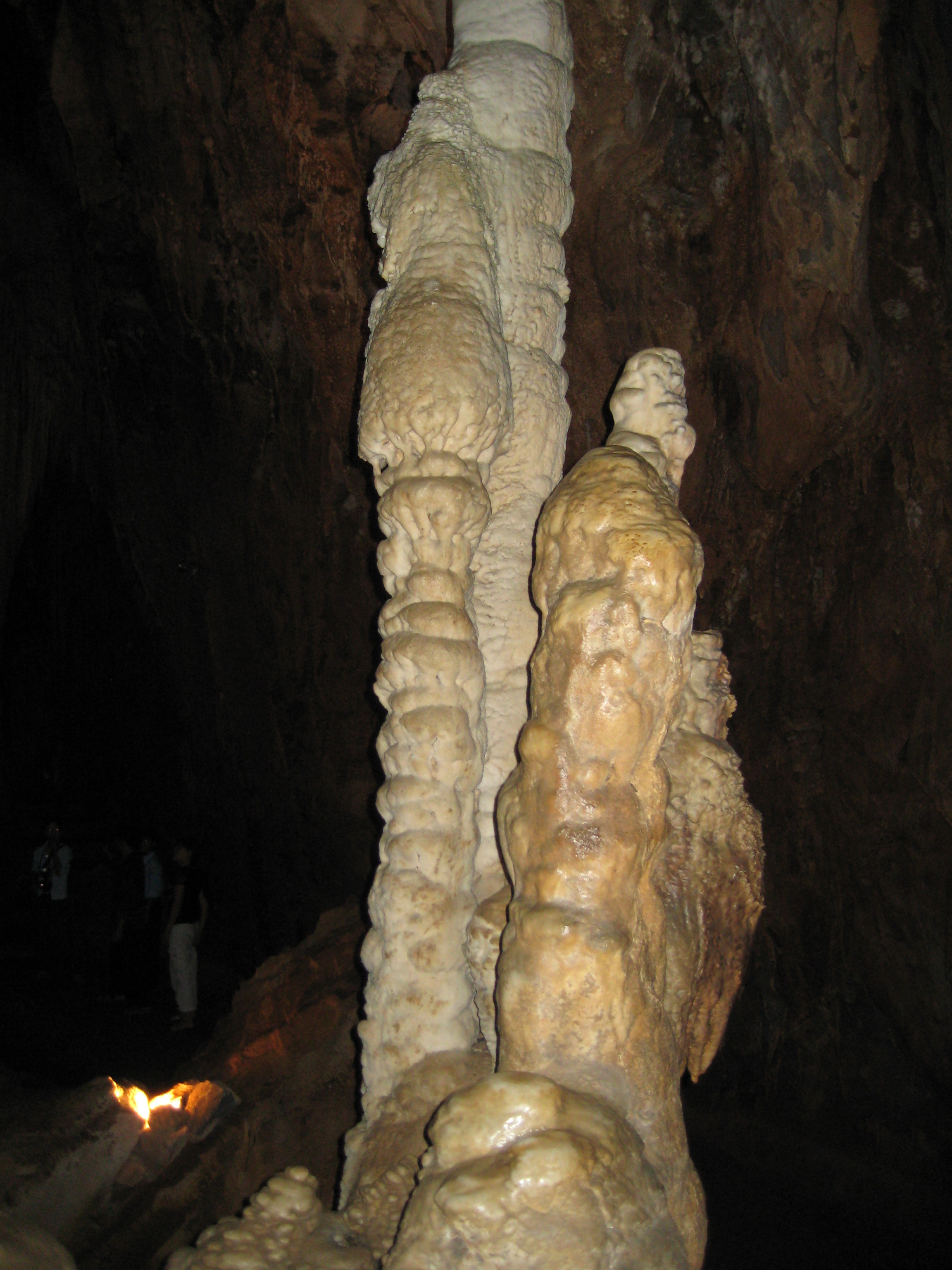
Stalactita uriasä
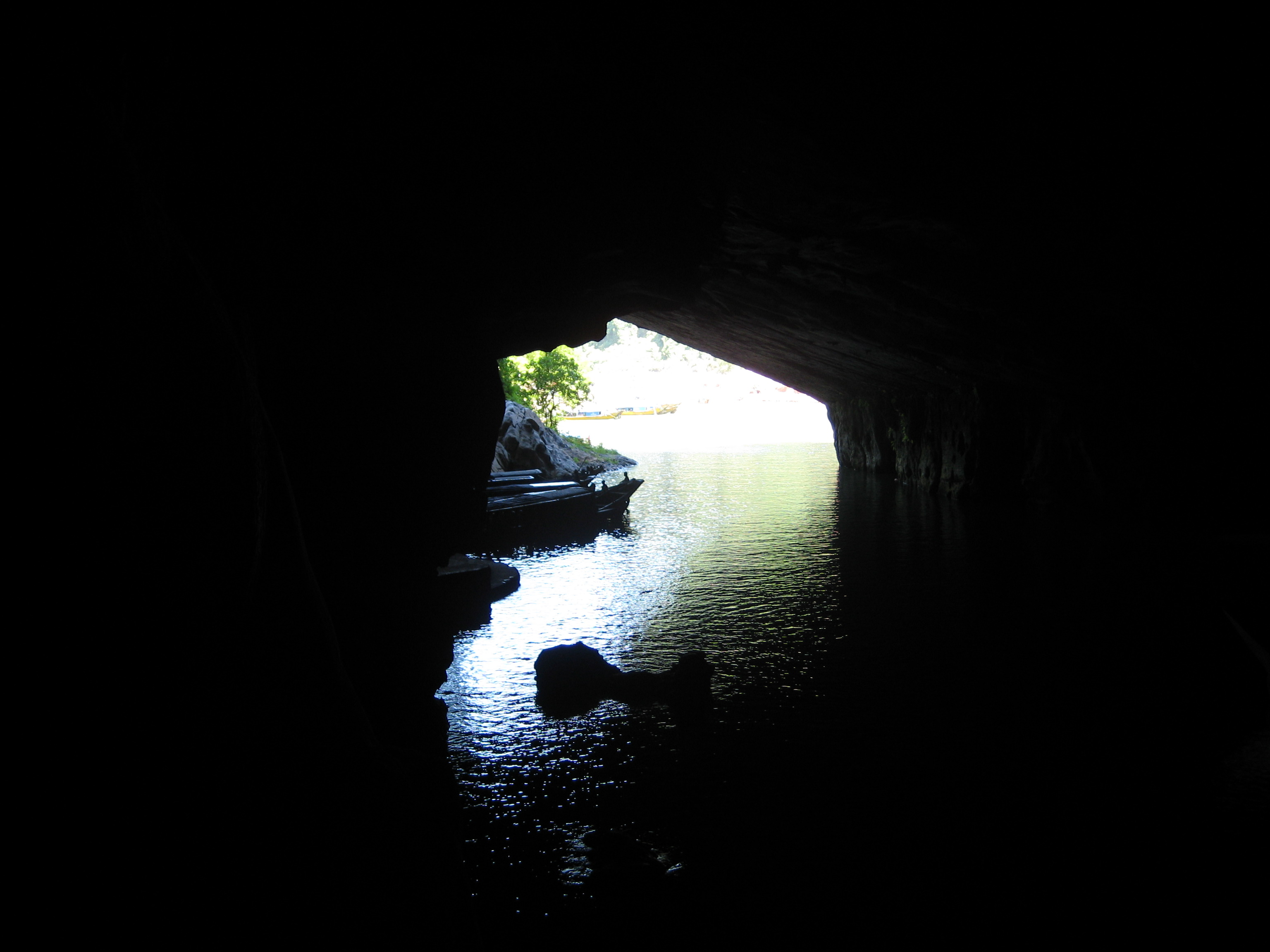
Phong Nha-Ke Bang